# جنگ مرزی جنوب آفریقا
جنگ مرزی جنوب آفریقا معمولاً به عنوان جنگ بوش آنگولا در آفریقای جنوبی شناخته می‌شود. این جنگ در بین سالهای ۱۹۶۶ تا ۱۹۸۹ در مناطق جنوب غرب آفریقا (امروزه نامیبیا) اتفاق افتاد.